# منتخب بولندا لكرة السلة للسيدات
منتخب بولندا الوطني لكرة السلة للسيدات (بالبولندية: Reprezentacja Polski w koszykówce kobiet) هو ممثل بولندا الرسمي في المنافسات الدولية في كرة السلة . تم تنظيم أول بطولة أوروبية لكرة السلة للرجال، وبعد ثلاث سنوات، ظهرت النساء لأول مرة في مسابقة هذا التصنيف. بين عامي 1938 و2021، كانت هناك ثمانية وثلاثون نسخة من البطولة، شارك فيها المنتخب الوطني البولندي تسع وعشرين مرة. فاز معظم الميداليات رياضيون من اتحاد جمهوريات الاتحاد السوفيتي و بعض الدول مثلتشيكوسلوفاكيا وفرنسا وبلغاريا وإسبانيا. كان الإنجاز الأكثر بروزًا لبولندا هو الميدالية الذهبية التي فازت بها في كاتوفيتسه عام 1999. علاوة على ذلك، فازت النساء البولنديات بميداليتين فضيتين (1980، 1981) وميداليتين برونزيتين (1938، 1968).